# Arbaoua
Arbaoua  (in arabo عرباوة‎?) è un centro abitato e comune rurale del Marocco situato nella provincia di Kénitra, regione di Rabat-Salé-Kénitra. Conta una popolazione di 32 690 abitanti (censimento 2014).